# Guy Amsellem
Pour les articles homonymes, voir Amsellem.
Guy Amsellem est un haut fonctionnaire et écrivain français né le 7 juillet 1960 à Saïda, en Algérie.
Il est président de la Cité de l'architecture et du patrimoine de 2012 à 2018.

## Biographie
Guy Amsellem est un énarque (promotion Fernand Braudel), administrateur civil au ministère de la Culture et de la Communication. En 1987, il entre à la direction de l'administration générale[réf. nécessaire].
Chef du bureau du budget et de la programmation jusqu’en 1990, avant de devenir conseiller technique au cabinet de Georges Kiejman (ministre délégué à la communication) de 1991 à 1992[réf. nécessaire].
En 1992, il devient directeur de cabinet de Marie-Noëlle Lienemann, ministre du logement et du cadre de vie, en 1994, directeur de l'Union centrale des arts décoratifs (anciennement UCAD devenue aujourd'hui Les Arts décoratifs).
De 1998 à 2003, il prend la direction de la délégation aux Arts plastiques (DAP) au ministère de la culture et de la communication ainsi que la présidence du Centre national des arts plastiques (CNAP).
Il est successivement commissaire général de la saison polonaise en France « Nova Polska », membre du Comité d’art à la ville de Paris (depuis 2004), président (depuis 2008) de l’Espace de l’art concret de Mouans-Sartoux (un centre d’art contemporain créé par et à l’initiative de l’artiste et collectionneur Gottfried Honegger).
En 2010, l'école nationale supérieure d'architecture de Paris-La Villette l'accueille comme directeur. Il quitte ses fonctions en décembre 2012, lorsqu'il est nommé, par le président de la république et sur proposition de la ministre de la culture et de la communication, à la tête de la Cité de l'architecture et du patrimoine à Paris. Il quitte cette fonction en 2018.
Il est commandeur de l'Ordre des Arts et des Lettres[réf. nécessaire].

## Ouvrages
Il a également écrit deux ouvrages :
- 2006 : L’imaginaire polonais. Société, culture, art, littérature, L'Harmattan, Paris, 268 p.  (ISBN 2-296-00808-9) ;
- 2008 : Romain Gary. Les métamorphoses de l’identité, L'Harmattan, Paris, 292 p.  (ISBN 978-2-296-06203-0)